# بطولة كرة القدم الألمانية 1935
بطولة كرة القدم الألمانية 1935 (بالألمانية: Deutsche Fußballmeisterschaft 1934/35)‏ هو الموسم 28 من بطولة كرة القدم الألمانية ‏. أقيم خلال الفترة 7 أبريل 1935 وحتى 23 يونيو 1935، وأشرف على تنظيمه اتحاد ألمانيا لكرة القدم، وكان عدد الأندية المشاركة فيه 16، وفاز فيه شالكه 04.